# Daniel da Mota
Daniel da Mota Alves (Ettelbruck, 11 de setembro de 1985) é um futebolista luxemburguês de origem portuguesa que joga como ponta-esquerda. Atualmente defende o Racing FC.

## Carreira
Iniciou a carreira em 2001, no Etzella Ettelbruck, onde atuou em 133 jogos e fez 77 gols - 24 deles na temporada 2006–07 do Campeonato Luxemburguês, sendo artilheiro da competição.
Em julho de 2008 assinou com o F91 Dudelange, sendo hexacampeão nacional e tetracampeão da Copa de Luxemburgo. Pelos aurirrubros, disputou 201 partidas e fez 64 gols. Em 2017, foi contratado pelo Racing FC.

## Seleção Luxemburguesa
Da Mota, que possui origem portuguesa, obteve a cidadania luxemburguesa em janeiro de 2007, tornando-se apto a defender a seleção do grão-ducado. Sua estreia pelos De Roude Léiw em junho do mesmo ano, contra a Albânia, pelas eliminatórias da Eurocopa de 2008. Com 99 jogos e 7 gols marcados, é o segundo jogador que mais atuou por Luxemburgo (fica atrás do ex-volante Mario Mutsch, com 102 partidas).

## Títulos
F91 Dudelange
- Campeonato Luxemburguês: 6 (2008–09, 2010–11, 2011–12, 2013–14, 2015–16, 2016–17)
- Copa de Luxemburgo: 4 (2008–09, 2011–12, 2015–16, 2016–17)

### Individuais
- Artilheiro do Campeonato Luxemburguês de 2006–07 (24 gols pelo Etzella Ettelbruck)
- Futebolista luxemburguês do ano: 2010–11[2]